# Liste der Bürgermeister von Ismaning
Die Liste der Bürgermeister von Ismaning gibt einen Überblick über die Bürgermeister der oberbayerischen Gemeinde Ismaning seit 1818.

## Bürgermeister
| Bürgermeister                          | Bürgermeister                   | Amtszeit  | Beschreibung |
| -------------------------------------- | ------------------------------- | --------- | --- |
|                                        | Franz Schweinhamer              | 1818      | |
| Zwischen 1818 und 1833 fehlen Angaben. |                                 |           | |
|                                        | Johann Sellmayr                 | 1833–1838 | |
|                                        | Andrä Jungbeck                  | 1839–1841 | |
|                                        | Koloman Stor                    | 1842–1844 | |
|                                        | G. Schweinhammer                | 1845–1853 | |
|                                        | Nikolaus Zacherl                | 1854–1876 | |
|                                        | Josef Dax                       | 1877–1881 | |
|                                        | Michael Reisinger               | 1882–1887 | |
|                                        | Anton Reisinger                 | 1888–1896 | |
|                                        | Johann Sellmayr                 | 1896–1906 | |
|                                        | Georg Kraus                     | 1906–1919 | |
|                                        | Josef Reisinger                 | 1919–1921 | |
|                                        | Benno Hartl                     | 1921–1933 | Benno Hartl (* 16. Juni 1874; † 24. November 1953) war Landwirt in Ismaning. 1894 gehörte Hartl zu den Gründungsmitgliedern des „Burschen- und Krankenunterstützungsvereins (BV) Ismaning“, dessen Vereinsvorsitzender er 1899 war. In seiner Amtszeit als Bürgermeister von 1921 bis 1933 bekam Ismaning ein Wappen und im Erdinger Moos wurde der Sender München-Ismaning in Betrieb genommen. Als Bürgermeister hatte er mit der Hyperinflation und der Weltwirtschaftskrise zu kämpfen. 1933 übernahm das NSDAP-Mitglied Korbinian Huber das Bürgermeisteramt von Hartl. Die seit den 1930er Jahren bestehende Benno-Hartl-Straße ist nach ihm benannt. Er wurde 1931 zum Ehrenbürger der Gemeinde Ismaning für seine mehr als 25-jährigen Verdienste um den Ort ernannt. |
|                                        | Korbinian Huber                 | 1933–1945 | |
|                                        | Kaspar Deimel                   | 1945–1946 | |
|                                        | Andreas Schweiger (CSU)         | 1946–1952 | |
|                                        | Erich Zeitler (SPD)             | 1952–1990 | |
|                                        | Michael Sedlmair (Freie Wähler) | 1990–2014 | |
|                                        | Alexander Greulich (SPD)        | 2014–2020 | |